# اینوئه چیکایا
اینوئه چیکایا (انگلیسی: Inoue Chikaya؛ زادهٔ ۱ ژانویهٔ ۲۰۰۰) تدوینگر فیلم اهل ژاپن است.